# Саллео, Фердинандо
Фердинандо Саллео (итал. Ferdinando Salleo, род. 2 октября 1936, Мессина, Сицилия) — итальянский дипломат.

## Биография
Окончил юридический факультет Римского университета.
С 1960 года — на дипломатической службе.
Занимал различные должности в МИД Италии и за границей. Работал в дипломатических представительствах Италии во Франции, США, ЧССР, ФРГ.
Являлся постоянным представителем Италии при Организации экономического сотрудничества и развития (ОЭСР) (Париж, Франция) с одновременной аккредитацией при Европейском космическом агентстве и Европейской организации по эксплуатации коммерческих спутниковых систем связи (ЕВТЕЛСАТ).
1988—1989 — генеральный директор экономического департамента МИД Италии.
С 15 мая 1989 года — Посол Италии в СССР (Москва).
С 10 января 1992 года — Посол Италии в Российской Федерации (Москва).
В 1993 году освобождён от должности посла и назначен директором политического отдела МИД Италии.
1995—2003 — Посол Италии в США (Вашингтон). и, одновременно, Постоянный наблюдатель Италии при Организации американских государств.
Публикует в прессе статьи, посвящённые международным отношениям, в том числе и статьи о России:
- Ставка в игре между Москвой и Киевом. «Corriere della Sera», 7 декабря 2004 года
- Путинская Россия и мы «La Repubblica» 8 января 2007 года

## Награды
- Кавалер Большого креста ордена «За заслуги перед Итальянской Республикой» (1993)[5].
- Великий офицер ордена «За заслуги перед Итальянской Республикой» (1981)[6].
- Орден Дружбы народов (23 апреля 1993 года, Россия) — за большой вклад в успешное развитие сотрудничества между Российской Федерацией и Итальянской Республикой[7].

## Использованная литература
- Кто есть кто в мировой политике / Редкол.: Кравченко Л. П. (отв. ред.) и др. — М.: Политиздат, 1990. ISBN 5-250-00513-6